# Marit Haugom
Marit Julie "Molle" Haugom, född 11 mars 1907 i Norge, död 18 maj 1973 i Stockholm, var en norsk-svensk dansare. Hon var från 1934 gift med musikern Herbert Brehmer. 
Haugom uppträdde under 1920- och 1930-talet bland annat på Casino Teater och Det Nye Teater i Oslo. Hon medverkade 1930 som balettflicka i Gösta Ekman-filmen För hennes skull.